# Каподецина
Каподецина (італ. Capodecina, дослівно голова десятки) — голова децини, структурної одиниці в Сицилійській мафії. В американській мафії відомий, як капореджиме. У великих сім'ях каподецина обирається головою сім'ї та керує підрозділом з десяти людей.
Члени мафії організовані під керівництвом каподецини, який підпорядковується капомандаменто, голові мафії. Вперше термін був застосований в 1880-х роках, щоб описати організацію Фрателанза, яка була схожою на мафію та діяла на Сицилії.